# Grand Prix Pino Cerami 2013
Il Grand Prix Pino Cerami 2013, quarantasettesima edizione della corsa e valida come evento dell'UCI Europe Tour 2013 categoria 1.1, si svolse il 4 aprile 2013 su un percorso totale di circa 205,8 km. Fu vinto dal belga Jonas Vangenechten che terminò la gara in 5h13'46", alla media di 39,35 km/h.
All'arrivo 93 ciclisti portarono a termine la gara.

## Squadre e corridori partecipanti
| N.      | Cod. | Squadra                      |
| ------- | ---- | ---------------------------- |
| 1-8     | LTB  | Lotto-Belisol Team           |
| 11-18   | EUS  | Euskaltel-Euskadi            |
| 21-28   | MOV  | Movistar Team                |
| 31-38   | VCD  | Vacansoleil-DCM              |
| 41-48   | AJW  | Accent Jobs-Wanty            |
| 51-58   | CRE  | Crelan-Euphony               |
| 61-68   | TSV  | Topsport Vlaanderen-Baloise  |
| 71-78   | CSS  | Champion System              |
| 81-88   | BSE  | Bretagne-Séché Environnement |
| 91-98   | SOJ  | Sojasun                      |
| 101-108 | VIN  | Vini Fantini-Selle Italia    |
| 111-118 | MTN  | MTN-Qhubeka                  |

| N.      | Cod. | Squadra                         |
| ------- | ---- | ------------------------------- |
| 121-128 | CCC  | CCC Polsat Polkowice            |
| 131-138 | RVL  | RusVelo                         |
| 141-148 | UHC  | UnitedHealthcare Pro Cycling T. |
| 151-158 | SKT  | An Post-Chainreaction           |
| 161-168 | CMD  | Colba-Superano Ham              |
| 171-178 | CCB  | Colorcode-Biowanze              |
| 181-188 | DOL  | Doltcini-Flanders               |
| 191-198 | CWO  | T.Palm-Pôle Continental Wallon  |
| 201-208 | MMM  | Team 3M                         |
| 211-218 | WIL  | Vérandas Willems                |
| 221-228 | WBC  | Wallonie-Bruxelles              |
| 231-238 | CCD  | Team Differdange-Losch          |

## Ordine d'arrivo (Top 10)
| Pos. | Corridore           | Squadra        | Tempo    |
| ---- | ------------------- | -------------- | -------- |
| 1    | Jonas Vangenechten  | Lotto          | 5h13'46" |
| 2    | Romain Feillu       | Vacansoleil    | s.t.     |
| 3    | Andris Smirnovs     | Doltcini       | s.t.     |
| 4    | Jérémie Galland     | Sojasun        | s.t.     |
| 5    | Egidijus Juodvalkis | Crelan-Euphony | s.t.     |
| 6    | James Vanlandschoot | AccentJobs     | s.t.     |
| 7    | Pierpaolo De Negri  | Vini Fantini   | s.t.     |
| 8    | Andreas Stauff      | MTN-Qhubeka    | s.t.     |
| 9    | Nicolas Vereecken   | An Post-Ch.    | s.t.     |
| 10   | Jean-Luc Delpech    | Bretagne-Séché | s.t.     |